# Niðingr

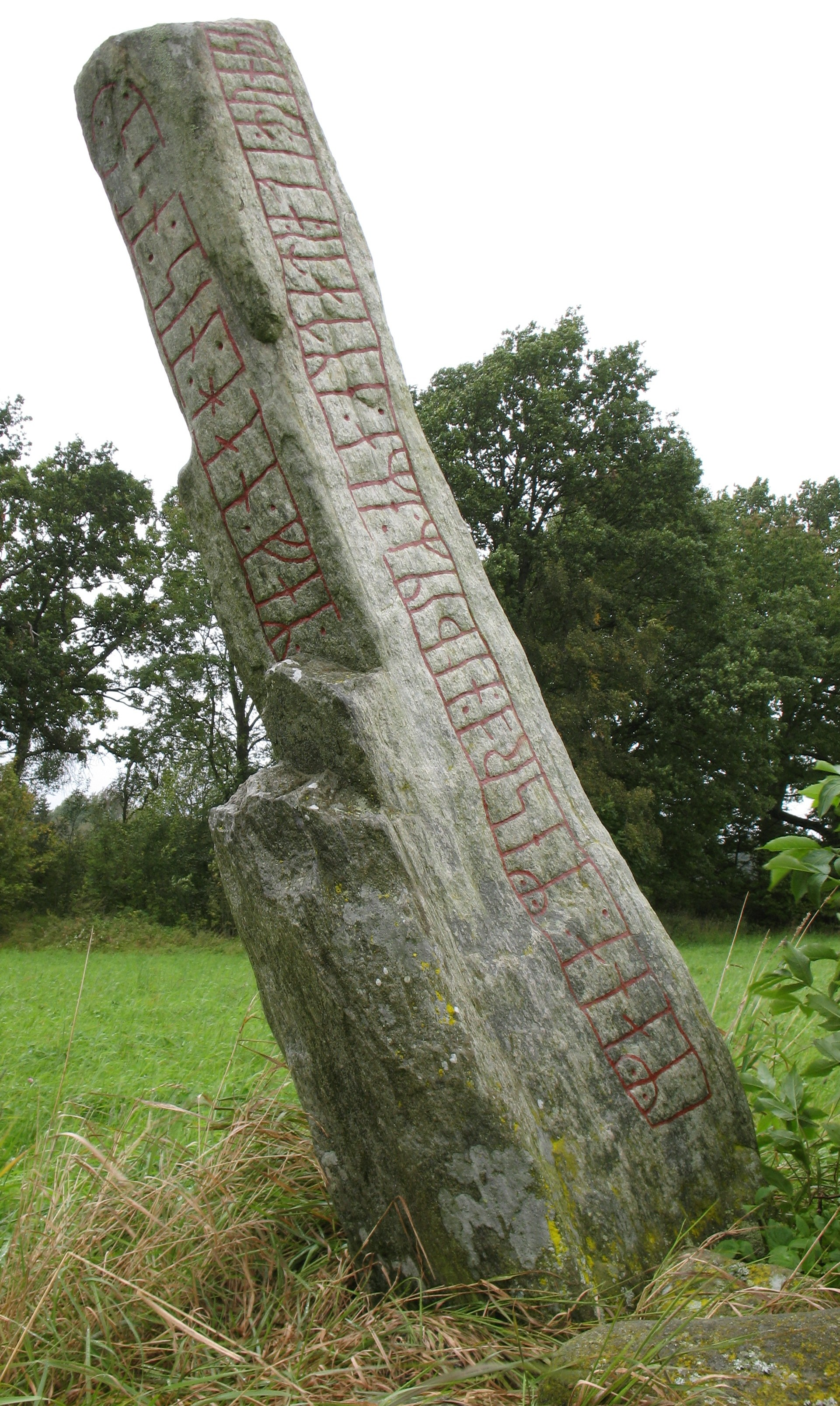
La
piedra rúnica Sm 5 en Transjön, parroquia de Hjortsberg, Alvesta.

En las sociedades germánicas, Niðingr o nīþ, era un término que implicaba la pérdida del honor y la estigmatización del individuo como villano. En inglés medio existía un término cognado, nithe, que significaba "envidia", "odio", o "malicia".
Un término relacionado era ergi, que comportaba una connotación de falta de virilidad.

## Nith, argr, ragr y ergi
Ergi y argr o ragr se pueden considerar específicamente como palabras soeces o graves insultos para acusar a un individuo de "cobarde", y debido a la gravedad y severidad del término, las viejas leyes escandinavas exigían una retribución frente a tal acusación o, en su defecto, el justo castigo para el acusador si no fuera cierto. 
El código grágás islandés (ley del ganso gris) hace referencia a tres palabras equivalentes a "argr": ragr, strodinn, y sordinn, las tres significaban el rol pasivo de un hombre en actividades sexuales con otros hombres. Otro concepto semántico de argr, ragr y ergi era, según el grágás,  "sincero (cercano) amigo del hechicero".
Otros ejemplos de las leyes escandinavas: La ley del Gulating se refiere a "no ser suficientemente hombre", "ser un esclavo" o "seiðmaðr (hechicero)". Las leyes de Bergen también se refieren al "seiðmaðr", o "el deseo de mantener relaciones sexuales como macho pasivo (kallar ragann)". La ley de Frostothing se refiere "deseo masculino de mantener bajas relaciones sexuales". Por lo tanto, aparentemente el término ergi estaba fuertemente condicionado, no sólo en el sentido de brujería, falta de virilidad, debilidad y amaneramiento, también a la lujuria y perversión sexual desde el punto de vista de los pueblos nórdicos durante la Edad Media. Los Ergi o afeminados eran considerados como individuos de excesiva lujuria rozando la locura más extrema.
El significado del adjetivo argr o ragr (en anglosajón "earg") estaba vinculado a una naturaleza o apariencia afeminada, especialmente en actos obscenos. Argr era el peor, el insulto más derogatorio conocido de las lenguas nórdicas. Según la ley islandesa, se esperaba que el acusado matase a su acusador inmediatamente. Si el acusado no respondía con violencia, tenía el derecho a demandar una compensación con un duelo, el holmgang, exigiendo la retirada del insulto al acusador o en su defecto retarle a muerte, con el fin de probar que el acusado no era un ser débil y cobarde por no responder adecuadamente.

## Níðstöng
Un Níðstöng (del nórdico antiguo un poste maldito o poste de agravio), algunas veces conocido como nithstang o nidstang, el bastón de la infamia, era un poste usado para maldecir a un enemigo según la tradición en el paganismo nórdico y actualmente existe una versión usada por algunos grupos neopaganos.
Originalmente el Níðstöng consistía en un largo poste de madera, con una cabeza de caballo recientemente cortada en su parte superior y a veces el poste estaba cubierto con la piel del caballo. El poste se direccionaba hacia donde se encontraba el rival que era el objetivo de la maldición. La maldición podía grabarse con runas en el poste.

## Níðvísur
En la poesía escáldica un níðvísur y un flím son composiciones de escaldos que se especializaron en la infamia más sucia. También llamadas estrofas del odio.